# 威尔士飞蛇
威尔士飞蛇（英文：Welsh Flying Serpent）是英国威尔士格拉摩根民间传说中的一种有翼“飞蛇”。据记载，这种动物只在19世纪有目击，目前据信已经灭绝。

## 历史
1909年出版《Folk and Folk Stories of Wales》一书中，作者玛丽·特里维廉（Marie Trevelyan）记录了威尔士飞蛇的一些信息与目击。据记载，威尔士飞蛇长有鲜艳的羽毛，翅膀带有“眼睛”，如同孔雀的尾羽，被激怒后会以翅膀攻击人类的头部。由于传闻威尔士飞蛇会袭击家禽，当地居民对其采取捕杀，并可能因此导致灭绝。同样据玛丽的记录，过去格拉摩根一位男士曾设法捕杀并保留了一只威尔士飞蛇的羽毛皮，但在当事人逝世后，这件羽毛皮被他的家人丢弃。对于威尔士飞蛇，研究者持以不同态度，一些神秘动物学家认为威尔士飞蛇是真实存在的动物，而反对者则认为这不过是普通的民间传说与神话动物。英国动物学家卡尔·舒克认为威尔士飞蛇是一种色彩鲜艳的鸟类，只是被误认为是“飞蛇”。